# Contea di Summit (Colorado)
La contea di Summit in inglese Summit County è una contea dello Stato del Colorado, negli Stati Uniti. La popolazione al censimento del 2000 era di 23 548 abitanti. Il capoluogo di contea è Breckenridge.

## Città e comuni
- Blue River
- Breckenridge
- Dillon
- Frisco
- Keystone
- Montezuma
- Silverthorne